# Cestrum laevigatum
Espèce
Statut de conservation UICN

 LC  : Préoccupation mineure
Cestrum laevigatum est une espèce de la famille des Solanaceae. C'est un arbuste ou un arbre qui pousse principalement dans le biome tropical saisonnier sec.

## Utilisation
Les fruits verts, les feuilles et les fleurs contiennent des saponines. Les feuilles peuvent être fumées en guise de marijuana.

## Répartition
Ce taxon se rencontre dans les pays suivants : Argentine, Brésil, Paraguay.

## Systématique
Le nom correct complet (avec auteur) de ce taxon est Cestrum laevigatum Schltdl..
Cestrum laevigatum a pour synonymes :
- Cestrum arvense Vell.
- Cestrum axillare Vell.
- Cestrum bella-sombra Dunal
- Cestrum foetidissimum var. pallidissimum Dunal
- Cestrum foetidissimum Dunal
- Cestrum laevigatum var. collinum Dunal
- Cestrum laevigatum var. evolutum Schltdl.
- Cestrum laevigatum var. paraguayense Francey
- Cestrum laevigatum var. pauperculum Schltdl.
- Cestrum laevigatum var. puberulum Sendtn.
- Cestrum memorabile Witasek
- Cestrum multiflorum Schott
- Cestrum multiflorum Schott ex Sendtn.
- Cestrum nocturnum var. pubescens Dunal
- Cestrum pendulinum Dunal
- Cestrum undulatum var. otites Dunal